# أدونيس جزري
أدونيس جزري (الاسم العلمي: Adonis daucifolia) نوع نباتي ينتمي إلى جنس الأدونيس أو عين الجمل من الفصيلة الحوذانية.